# Jerker Swande
Jerker Elias Rubach Swande, född 23 oktober 1950 i Vilhelmina, är en svensk författare, dramatiker och operasångare. Han är känd för böckerna om Humlan Helmer som också gjordes som TV-serie i Kanal 5 med bland annat Lasse Kronér och Claes Malmberg. Humlan Helmer spelades som barnteater sommaren 2016 och 2017 på Wij Trädgårdar i Ockelbo.